# Coudroy
Coudroy – miejscowość i gmina we Francji, w Regionie Centralnym, w departamencie Loiret.
Według danych na rok 1990 gminę zamieszkiwało 196 osób, a gęstość zaludnienia wynosiła 13 osób/km² (wśród 1842 gmin Regionu Centralnego Coudroy plasuje się na 943. miejscu pod względem liczby ludności, natomiast pod względem powierzchni na miejscu 881.).